# Reader's Digest România
Reader's Digest România este o editură românească fondată în anul 2004, parte a grupului internațional The Reader's Digest Association. Activitatea Reader’s Digest include publicarea de cărți cu subiecte diverse precum istoria, sănătatea sau gastronomia, dar și publicarea de materiale audio sau video. Editura publică ediția românească a revistei Reader's Digest cea mai citită revistă din lume, având pe plan global 51 de ediții și peste 80 de milioane de cititori. Ediția românească este una din cele mai bine vândute reviste de pe piața autohtonă cu un tiraj mediu de peste 100.000 de exemplare, ultima cifră auditată fiind de 113.000 exemplare per ediție conform Biroului Român de Audit al Tirajelor - BRAT.

## Istoric
Editura Reader's Digest România a fost înființată în anul 2004, primul număr al ediției românești al revistei Reader’s Digest fiind lansat în anul 2005.

## Marketing Direct
Strategia de vânzări a Reader's Digest România, la fel ca a grupului internațional din care face parte, se bazează aproape exclusiv pe marketing direct, editura folosind tehnici de direct mailing și promoții tip sweepstakes. Conform site-ului editura a acordat prin tragere la sorți participanților la promoții premii importante în bani și bunuri. Reader's Digest România este reprezentată în Consiliul Director al Asociației Române de Marketing Direct (ARMAD).

## Titluri și colecții
■ Colecția de romane
- Volumul 1 :
  - Howard Roughan – Promisiune      mincinoasa
  - Stephanie Gertler – In deriva
  - Bernard Cornwell – Hotul de      spanzuratoare
  - Richard Paul Evans –      Floarea-Soarelui
- Volumul 2 :
  - John Grisham – Mediatorul
  - Nicholas Sparks – O plimbare de      neuitat
  - Peter James – Viu sau mort
  - Alexander McCall Smith – Agentia      de detective nr. 1
- Volumul 3 :
  - Clive Cussler – Odiseea troiana
  - Eric-Emmanuel Schmitt – Copilul      lui Noe
  - Karen Robards – Momeala
  - Rose Connors – O clipa de      luciditate
- Volumul 4 :
  - Lee Child - Nimic      nu e ușor
  - James Patterson      - Scrisori de la Sam
  - Mary Higgins      Clark - Sunt o pasăre de noapte
  - Peter Mayle - Un      an bun
- Volumul 5 :
  - Michael Connelly – Echo Park
  - Kristin Hannah – Ora vrajita
  - Simon Tolkien – Martorul
  - Jeanne Ray – Mancati tort!
- Volumul 6 :
  - Robert Crais – Regula celor doua      minute
  - Maeve Binchy – Nopti ploioase      si-nstelate
  - Nando Parrado – Miracol in Anzi
  - Linda Nichols – Mester bun la      toate

■ CHEIA CUNOAȘTERII – Planeta Pamânt
■ CHEIA CUNOAȘTERII – Evoluția vieții de zi cu zi
■ CHEIA CUNOAȘTERII – Lumea animalelor
■ CHEIA CUNOAȘTERII – Oameni și locuri
■ ENGLISH IN 20 MINUTES A DAY 1-6
■ ENGLISH IN 20 MINUTES A DAY 7-12
■ 1000 de miracole ale naturii
■ Misterele Terrei
■ Adevărul despre istorie
■ Enciclopedie ilustrată de istorie universală
■ Descoperiți minunile lumii
■ Când, unde & cum s-a întâmplat
■ Mari enigme ale trecutului
■ Arta Caligrafiei
■ Lumi fascinante, locuri uimitoare
■ Sănătate cu tratamente naturiste
■ 30 de minute pentru o inimă sănătoasă
■ Farmacia naturii
■ Medicii vă recomandă leacuri la îndemână
■ Mâncarea și sănătatea. Ce ne face bine? Ce ne dăunează?
■ Cum gătim fără grăsimi
■ Legumele - savoare și energie
■ O masă într-o farfurie
■ Rapid și delicios – 500 de rețete originale
■ Redescoperiți secretele bunicii
■ Super rețete contra hipertensiunii
■ Word Power Dictionary

## Sponsorizări și mecenat
Editura s-a implicat de-a lungul anilor în acțiuni caritabile și de mecenat. Cel mai cunoscut program de acest fel desfășurat de către editură este programul de donații pentru școli Profesorul tău de cultură generală, desfășurat în parteneriat cu Ministerului Educației și Învățământului. În 2006 editura a oferit peste 22.000 de cărți unui număr de 250 de școli din 13 județe afectate de inundații, în 2007 valoarea donației a depășit 3.000.000 RON, aceasta însemnând peste 25.000 de produse de cultură generală: cărți, cursuri interactive de limba engleză și CD-uri.